# Roc de Coter
El Roc de Coter és una muntanya de 1.400 metres que es troba al municipi de Llavorsí, a la comarca del Pallars Sobirà.